# Marco Reich
Marco Reich est un footballeur allemand né le 30 décembre 1977 à Meisenheim. 

## Carrière
- 1995-2001 :  FC Kaiserslautern
- 2001-2002 :  FC Cologne
- 2002-2004 :  Werder Brême
- 2004-2005 :  Derby County
- 2005 :  Étoile rouge de Belgrade
- 2005-2007 :  Crystal Palace
- 2007-2008 :  Kickers Offenbach
- 2008-2009 :  Walsall
- 2009 :  Jagiellonia Białystok
- 2010-2011 :  WAC St. Andrä
- 2011-2012 :  SK Austria Klagenfurt
- 2012-2013 :  Villacher SV

### En sélection
Il compte une sélection avec l'équipe d'Allemagne.